# Поток (Костел)
Поток (словен. Potok) — поселення в общині Костел, регіон Південно-Східна Словенія, Словенія. Висота над рівнем моря: 230,1 м.